# ヴィディシャー

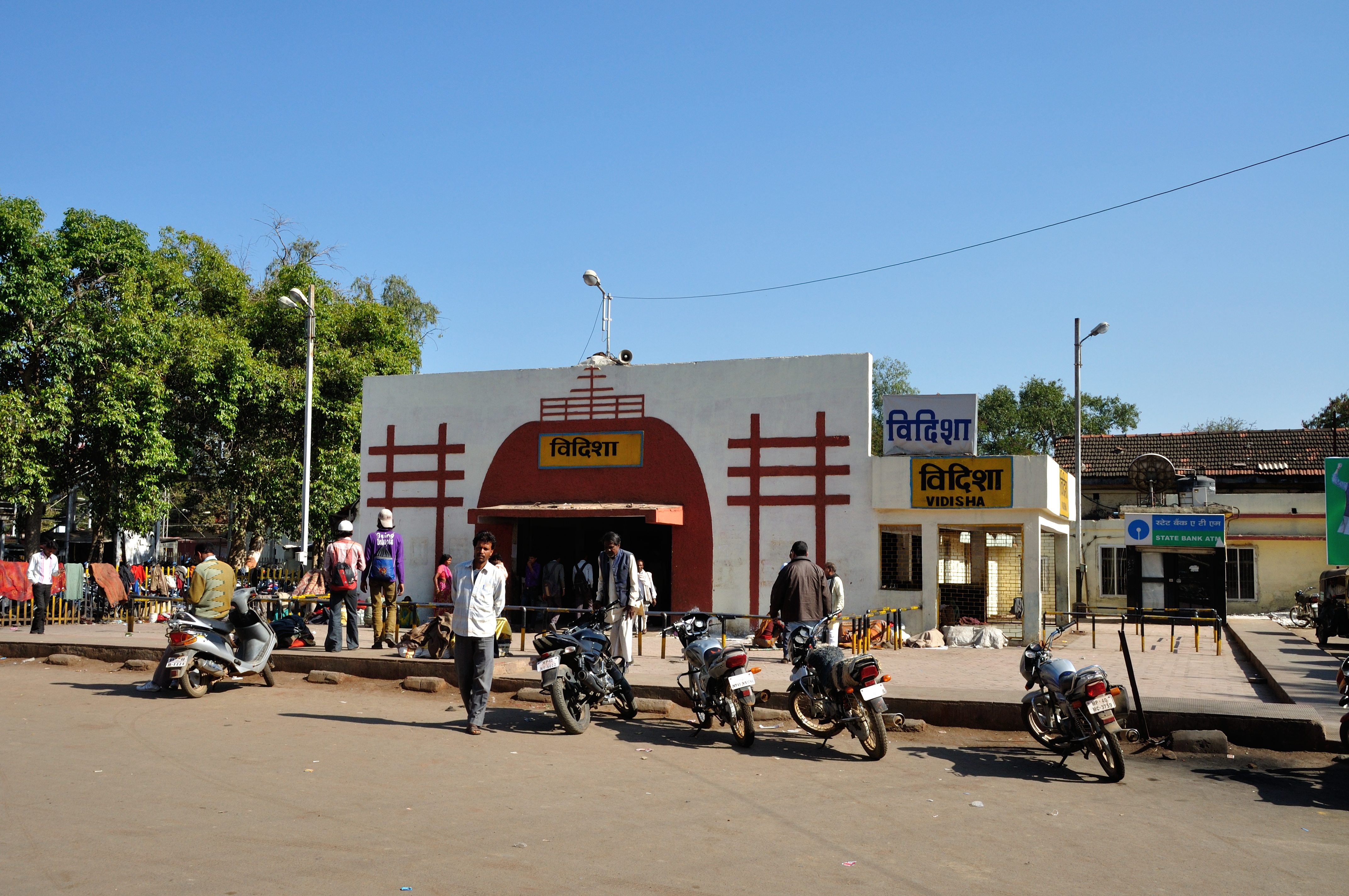
ヴィディシャーの駅

ヴィディシャー（英語：Vidisha）は、インドのマディヤ・プラデーシュ州、ヴィディシャー県の都市。

## 歴史
古くはパラマーラ朝の支配下にあり、一時期は首都として利用された。
1233年から翌年にかけての奴隷王朝の侵攻で、この地の寺院が破壊された。
その後、ムガル帝国、シンディア家の支配下に置かれた。

## 人口
2011年の統計では、ヴィディシャーの人口は155,959人。

## 地理
ヴィディシャーは北緯23度32分 東経77度49分 / 北緯23.53度 東経77.82度に位置している。